# Curtemonomma
Curtemonomma is een geslacht van kevers uit de familie somberkevers (Zopheridae).

## Soorten
Deze lijst is mogelijk niet compleet.
- C. ambongoense
- C. foveolatum
- C. nitidum
- C. opacum
- C. satinum